# Омоль (город)
Омоль (швед. Åmål) — город в Швеции в 70 км от Карлстада, административный центр коммуны Омоль Вестра-Гёталандского лена.
Население — 9380 человек. В экономике Омоля важную роль играет торговля, машиностроение и туризм. Имеет порт на озере Венерн. В городе расположен ряд музеев, среди которых краеведческий музей, а также три музея истории промышленности и развития техники. На южной окраине Омоля есть ипподром. Через город протекает река Омольсон, впадающая в залив Омольсвикен.

## История

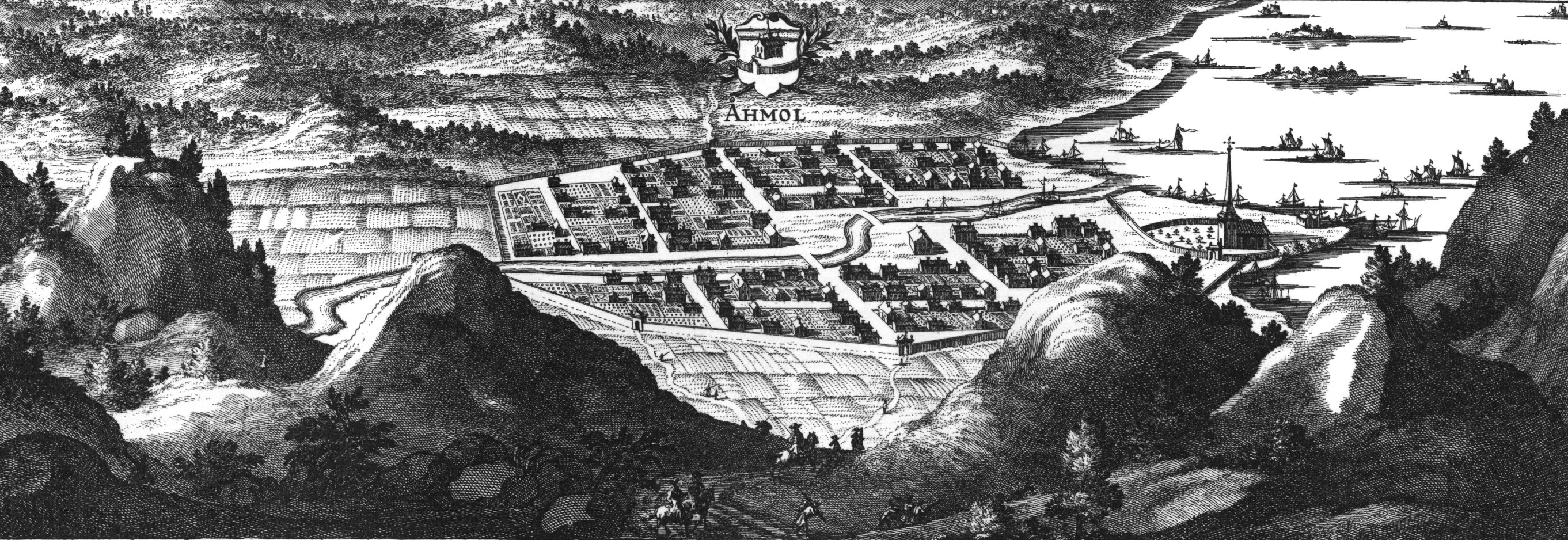
Омоль в 1708 году. Гравюра

Омоль был основан в правление королевы Кристины (1632—1654) и 1 апреля 1643 года получил городские права, сделавшись важным перевалочным пунктом на пути вывоза вествермландского железа и леса.
В январе 1645 года в ходе датско-шведской войны 1643—1645 годов датчане разбили шведский кавалерийский отряд и заняли город, в котором начались пожары. В 1676 и 1679 годах Омоль ещё дважды разорялся датчанами. В 1788 году во время очередной датско-шведской войны он на некоторое время перешёл под контроль датских войск.
В Омоле периодически происходили крупные пожары, причинявшие ему крупный ущерб (в 1777, 1846, 1901 годах). Так, в 1901 году в городе сгорело около 60 домов, без крова осталось около тысячи человек. После этого пожара Омоль был перестроен, при этом он получил более современный вид — с широкими улицами и большими домами.
В конце XIX века через Омоль была проложена Бергслагенская железная дорога (Bergslagsbanan), и благодаря этому он вскоре превратился в промышленный город. Ныне Омоль — промышленно развитый город, административный центр Омольской коммуны.

## Интересные факты
- В Омоле происходит действие фильма Лукаса Мудиссона «Покажи мне любовь» (Fucking Åmål).
- О городе в Швеции существует ироническая фраза «хоть что-то, — сказал чёрт, увидав Омоль» (Alltid något, sa fan när han fick se Åmål). Как она возникла, доподлинно неизвестно, однако, согласно одному из предположений, король Карл XIV Юхан, бывший ранее французским маршалом Жаном Батистом Бернадотом, во время посещения Омоля якобы произнёс «хоть что-то». Имя же «Жан» потом по некоторому созвучию было заменено шведским словом «fan» (чёрт).

## Города-побратимы
- Финляндия: Лоймаа
- Эстония: Тюри, Йыхви
- Норвегия: Дрёбак
- Дания: Грено
- Германия: Гадебуш
- США: Де Пер
- Болгария: Кубрат